# 1738
1738 (MDCCXXXVIII) fue un año común comenzado en miércoles según el calendario gregoriano.

## Acontecimientos
- 1 de enero: en el Atlántico Sur, el explorador francés Jean-Baptiste Charles Bouvet de Lozier descubre la isla Bouvet, 2000 km al sursudoeste del cabo de Buena Esperanza (Sudáfrica)).
- 7 de abril: en Madrid (España) se coloca la primera piedra del Palacio Real.
- 11 de junio: Un terremoto de 7,7 sacude Rumanía dejando un número de víctimas desconocido.
- 23 de diciembre: en Qinghai, China, un terremoto de 7,6 deja un saldo de 500 muertos.

### Sin fecha conocida
- En Italia, a 15 km del sureste de Nápoles comienza la excavación de Herculano, convirtiéndose en uno de los primeros trabajos arqueológicos.
- John y Charles Wesley crean la religión metodista.
- El rey polaco Stanislas recibe el ducado de Lorena a cambio de su renuncia al trono de Polonia.
- Pierre Louis Maupertuis publica Sur la figure de la Terre, en que confirma la teoría de Isaac Newton de que la Tierra es un esferoide achatado por los polos.
- Franz Ketterer inventa el reloj de cucú.
- Jacques de Vaucanson presenta el primer autómata del mundo, The Flute Player, a la Academia de Ciencias Francesa.
- En Costa Rica —cuya capital en esta época era Cartago— se funda la actual capital, la aldea de San José.
- Cerca de la actual Nuuk (en Groenlandia), Matthias Stach establece la misión morava de Neu-Herrnhut.
- Nader Shah conquista Qandahar, último reducto de la dinastía Hotaki.
- La Virgen del Rocío es trasladada tres veces en el mismo año a Almonte tal y como queda recogido en un documento de la época.

## Nacimientos
- 15 de marzo: Cesare Beccaria, jurista, literato y economista italiano (f. 1794)
- 19 de marzo: Túpac Amaru II, líder indígena de la revolución americana contra España (f. 1781).
- 22 de junio: Jacques Delille, poeta francés (f. 1813)
- 28 de septiembre: Felipe Scío de San Miguel, religioso y pedagogo español.
- 15 de noviembre: William Herschel, astrónomo alemán (f. 1822)

## Fallecimientos
- 31 de enero: Baltasar Escrivá de Híjar, aristócrata, erudito y virrey español.